# الساحة الرومانية وتوابعها
 الساحة الرومانية وتوابعها  هو معلم أثري تونسي مصنف من قبل المعهد الوطني للتراث يقع في ولاية مدنين في الجنوب الشرقي التونسي، تحديدا في مدينة هنشير زيان تم تصنيف المعلم في يوم 3 مالرس 1915 .

## مقالات ذات صلة
- قائمة المعالم الأثرية المصنفة في تونس